# 紫外线实验立方卫星
紫外线实验立方卫星 (CUVE) 是使用一颗小卫星研究金星大气层运动过程的太空任务设想，具体来说，该轨道飞行器任务将研究位于金星最上层云层中一种成分未知的神秘紫外线吸收体，它吸收了该行星大气层内约一半的太阳辐射。
该任务概念仍处于初步拟定阶段，主要研究者是马里兰大学学院市分校的瓦莱里亚·科蒂尼(Valeria Cottini)。

## 概述

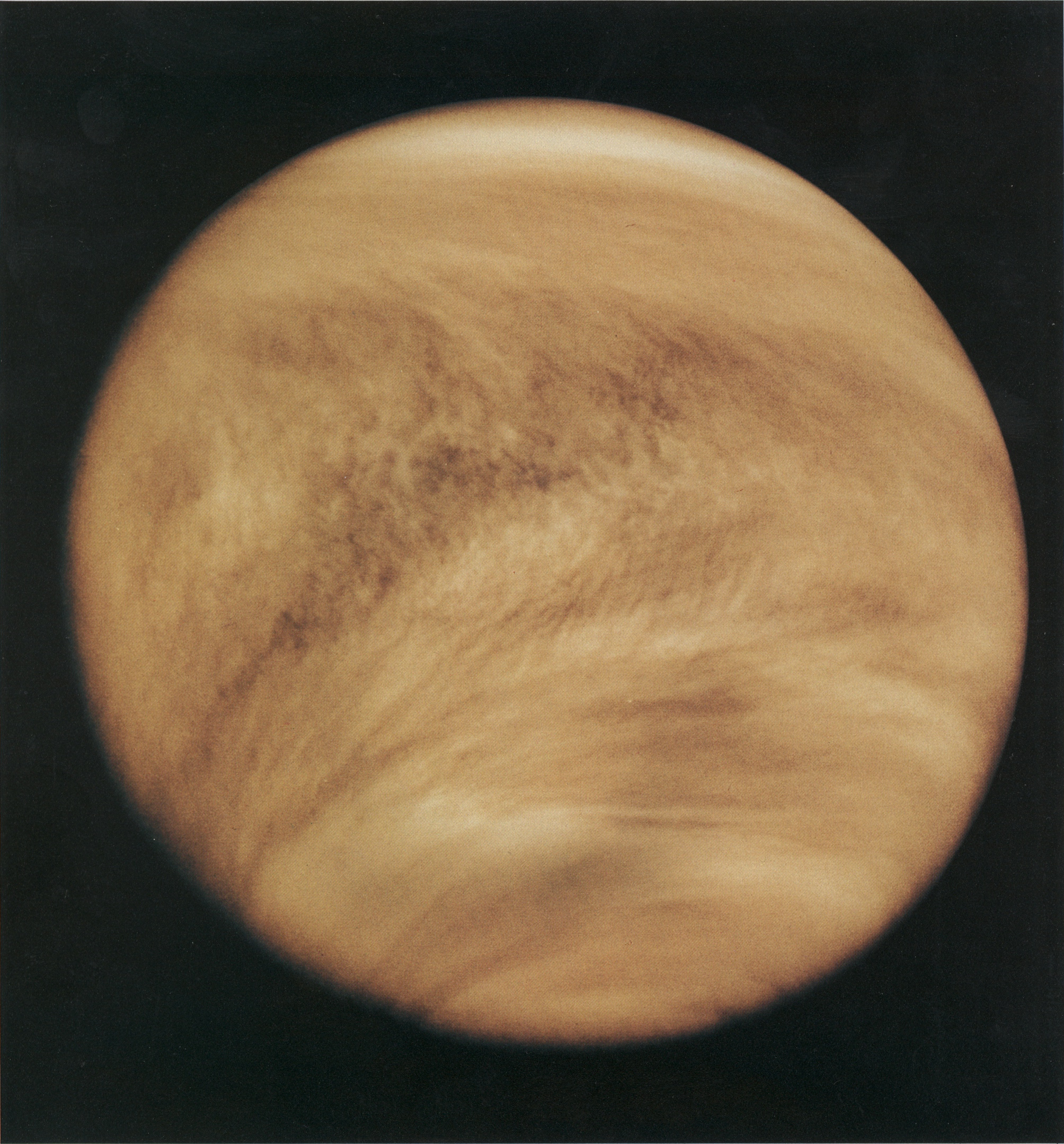
1979年先驱者金星轨道器拍摄的紫外图像，正如在紫外光中看到的那样，金星呈现出许多亮区和暗区条纹，这表明金星顶部云层中有大量未知的吸收体

紫外线实验立方卫星是向美国宇航局提出的一项任务设想，该卫星将环绕金星飞行，测量紫外光吸收和气辉散射，以了解金星大气层的动态变化。紫外线实验立方卫星是美国宇航局“科学任务理事会”管理的"行星科学深空小卫星研究(PSDS3)计划"中，旨在研究太阳系行星和小行星的十项拟议的任务之一，这任务向美国宇航局提出后，于2017年被选定作进一步的概念开发。任务小组由马里兰大学领导，并与美国宇航局戈达德太空飞行中心、美国天主教大学和意大利国家天文物理研究所共同协作研究。
为了提升发射机会，紫外线实验立方卫星的技术要求将抵达金星作为第二目标，其搭载的设备既可用于飞往金星进行实地探测，也可在环地球轨道上作远程探测。
 

### 科研
金星上层60–70公里高范围的云层，是由大约80%的硫酸和水混合而成的小液滴。
金星所接收的约一半的太阳能都被位于云层顶部仍未知的吸收体以紫外线形式吸收掉。由于其巨大的吸收能力，了解它的性质对掌握金星整体辐射水平和热平衡以及大气层动态变化极为重要。 尽管美国宇航局、俄罗斯联邦航天局、欧洲空间局和日本宇宙航空研究开发机构已发射过多艘金星探测器，但云层顶部的吸收体性质仍未被测定。
截至2018年，已提出了一些候选化合物来解释紫外线下的光谱对比特征：二氧化硫(SO2)、氯化铁(FeCl3)、
氯气(Cl2)、锡(Sn)、二氯化锡(SCl2)、一氧化二硫(S2O)、元素硫和双聚体二氧化二硫(S2O2)。也有一种猜测，认为高层大气层中可能栖居着微生物，如果存在的话，有可能利用太阳发出的紫外线作为能源，并可能导致观测到的紫外线被吸收。

## 目标
该项任务的主要目的是了解不明紫外线吸收体的性质、浓度和分布(峰值为365纳米)，并为确定其成分和来源提供线索。它还将研究金星大气层紫外线气辉、微量气体的丰度及云顶大气的动态变化， 第二个目标是评估立方卫星中的微型仪器在接近太阳辐射场附近的金星恶劣环境中执行科学测量的功效。

## 航天器
该探测器将是一颗12个单元的微型立方卫星，质量约为180千克400磅)。

### 搭载设备
该小型轨道飞行器将携带两部科学仪器，并与一台小型望远镜集成在一起：
- 一部多光谱紫外成像仪(320-570纳米，光谱分辨率4纳米[3])，用于添加背景信息和捕获对比度特征，这种紫外相机是一种线性可变滤波成像仪[3]。
- 由美国宇航局戈达德航天飞行中心开发的微型高分辨率紫外光谱仪，用于分析覆盖紫外和可见光波段的宽光谱带(190-380纳米，光谱分辨率0.2纳米[3])，采用低散射的切尔尼-特纳单色仪设计[3]。
- 一台直径80毫米的轻型紫外线望远镜[3]，采用环氧树脂制成的新型碳纳米管聚光镜[1]，该镜由承包商陈彼得(Peter Chen)开发，重量极轻，无需抛光，因为它涂有铝和二氧化硅反光材料[1]。

## 另请参阅
- 金星大气层
- 金星高空作业平台概念
- 金星探测任务列表
- 金星的观察和探索